# 차오저우 청난 소학교
광둥 차오저우 청난 사립 인민소학교(潮州市城南小学)는 중화인민공화국 광둥 성 차오저우의 사립 초등학교이다.

## 교내 주요 연혁
- 1901년 4월 6일, 청나라 광둥성 차오저우의 도교 학회에서 광둥 차오저우 청난 사립 소학교로 개교.
- 1912년 중화민국 대륙 본토 국민정부 성립 직후 광둥 차오저우 청난 국민소학교로 교명 개칭.
- 1949년 10월 1일, 중공 인민정부 수립이 되면서 1949년 10월 12일을 기하여 광둥 차오저우 청난 인민소학교로 교명 재개칭.